# Anisopodus haliki
Anisopodus haliki es una especie de escarabajo longicornio del género Anisopodus, tribu Acanthocinini, subfamilia Lamiinae. Fue descrita científicamente por Martins en 1974.

## Descripción
Mide 7,83-10,66 milímetros de longitud.

## Distribución
Se distribuye por Bolivia y Brasil.